# 阿佐特

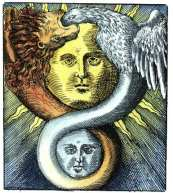
Fourth woodcut illustration from Basil Valentine's Azoth（1659）.

阿佐特（Azoth）是煉金术中提到的万用溶媒和万用灵药，它用的标志就是商神杖。阿佐特本和賢者之石一样，本是被煉金術士追求的异教秘方，后来成了一个水银的代名词。这个词的本来在拉丁语里写作azoc，是对阿拉伯语的水银al-zā'būq的音译。

## 概念
阿佐特为术士们认为是存在于任何物质中的流动灵魂，使得物质转换成为可能。它的构成是将拉丁字母第一个字母A、拉丁字母最后一个字母Z、希腊字母最后一个字母Ω（omega）、希伯來字母最后一个字母ת‬（tav）组成。很多早期术师的著作都提到过它，如佐斯摩( Zosimos)、猶太女人瑪利亞、年少的奥林匹奥多鲁斯(Olympiodorus the Younger)、賈比爾。

## 相关
- 岛田庄司所著新本格派推理小说代表作《占星术杀人事件》，其核心诡计利用了阿佐特的相关知识。
- 游戏狂氣古城，女主角因被认为体内有阿佐特而被反派追杀。
- 将这个词发扬光大的煉金术士约翰·托德（英语：Johann Thölde）
- alkahest，同样也被煉金術士认为是神奇的物质。